# I. e. 130-as évek
Évszázadok: i. e. 3. század – i. e. 2. század – i. e. 1. század
Évtizedek: i. e. 180-as évek – i. e. 170-es évek – i. e. 160-as évek – i. e. 150-es évek – i. e. 140-es évek – i. e. 130-as évek – i. e. 120-as évek – i. e. 110-es évek – i. e. 100-as évek – i. e. 90-es évek – i. e. 80-as évek
Évek: i. e. 139 – i. e. 138 – i. e. 137 – i. e. 136 – i. e. 135 – i. e. 134 – i. e. 133 – i. e. 132 – i. e. 131 – i. e. 130